# Antonin Jean Désormeaux

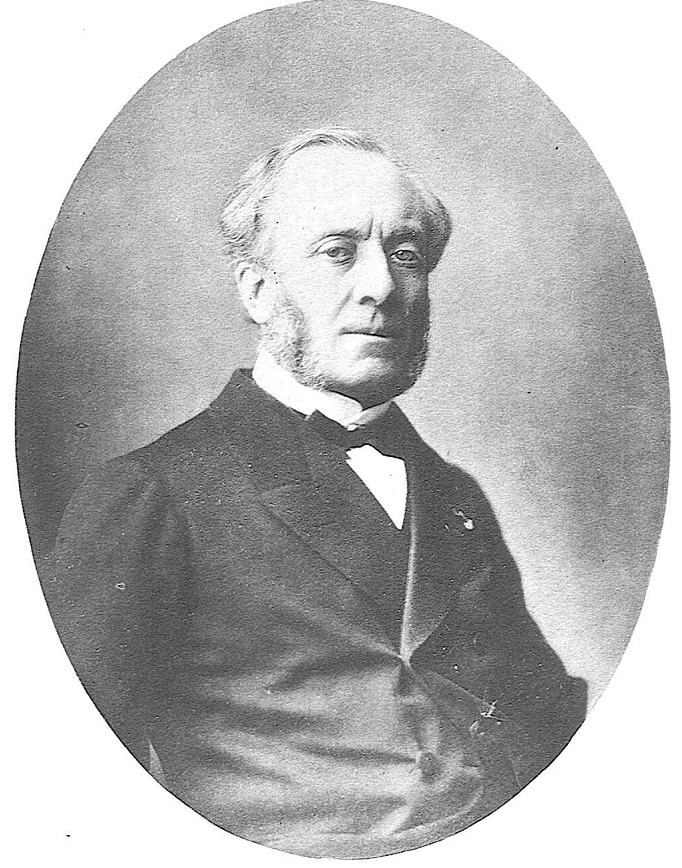
Antonin Jean Desormeaux

Antonin Jean Désormeaux (* 25. Dezember 1815 in Paris; † Oktober 1894 ebenda) war ein französischer Mediziner und Chirurg.

## Leben
Désormeaux wurde 1844 in Paris in Medizin promoviert (Dissertation: Recherches sur la théorie élémentaire de la production des tissus accidentels). 1862 wurde er Chefarzt (Chef de service) am Hospital Necker in Paris.
Désormeaux ist bekannt für die Verbesserung des Endoskops durch verbesserte Beleuchtung mit einer Gaslampe, betrieben mit einer Mischung aus Alkohol und Terpentin und den Venturi-Effekt benutzend. Sein Endoskop präsentierte er 1853 der Académie de Médecine und 1857 der Académie des Sciences. Er benutzte es nicht nur für diagnostische Zwecke, sondern auch für einfache Operationen wie chemische Kauterisation. Er benutzte es auch zur Blasenspiegelung (Zystoskop).

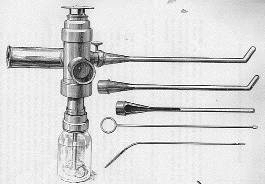
Endoskop von Desormeaux

Er war Offizier des Lycée Louis-le-Grand und Offizier der Ehrenlegion.

## Schriften
- De l'endoscope et de ses applications au diagnostic et au traitement des affections de l'urèthre [sic] et de la vessie — Leçons faites à l'hôpital Necker, Paris, Baillière, 1865